# Corcyra cephalonica
Espèce
Synonymes
- Anerastia lineata Legrand, 1965
- Corcyra translineella Hampson, 1901
- Melissoblaptes cephalonica Stainton, 1866
- Melissoblaptes oeconomellus Mann, 1872
- Tineopsis theobromae Dyar, 1913

Corcyra cephalonica  (pyrale du riz, teigne du riz ou teigne grise des grains) est une espèce d'insectes de l'ordre des lépidoptères (papillons), de la famille des Pyralidae. C'est le seul représentant de ce genre monotypique.
Ses chenilles sont un ravageur primaire des denrées alimentaires stockées, principalement des grains comme les céréales (le riz en particulier), mais aussi de la farine et des fruits secs.
C'est une espèce tropicale, qui peut aussi se rencontrer dans les silos chauffés des pays tempérés.

## Description
Le papillon adulte a une envergure de 15 à 25 mm. Les ailes supérieures sont de couleur claire uniforme, brun-chamois, sans marques distinctives,.
La chenille, longue de 15 mm environ, est de couleur blanche. Les bords des stigmates sont plus épais en arrière qu’en avant.

## Biologie
Le cycle biologique complet se déroule en 27 jours, à la température de 33 °C et à une humidité relative de 70 %.

## Recherche scientifique
Une étude publiée durant l'automne 2019, renseigne sur la capacité de Corcyra cephalonica à dégrader le polyéthylène basse densité autant par son microbiote intestinal que par des enzymes spécialisées. 